# Sikorsky H-34
Сикорский H-34 (англ. Sikorsky H-34; обозначение разработчика — Сикорский S-58) — американский транспортный вертолёт, широко применявшийся в Вооружённых силах США в 1950—1960-х годах.

## История
Сикорский S-58 был разработан на основе модели UH-19 «Чикасоу». Он строился по заказу ВМС США; контракт на создание был подписан 30 июня 1952 года, а первый полёт состоялся 8 марта 1954 года. С августа 1955 года началось поступление новой машины в подразделения. Поначалу вертолёт обозначался как HSS-1 «Сибэт» (противолодочная модификация) и HUS-1 «Сихорс» (транспортная модификация). В дальнейшем он поступил на службу в ВВС США и в Армию, где, как и другие армейские вертолёты, получил название в честь одного из индейских племён — «Чокто». В 1962 году произошла стандартизация системы обозначений авиатехники в Вооружённых силах США, и с этого момента противолодочные модификации обозначались SH-34, а транспортные — CH-34 в ВМС и UH-34 в Армии.
H-34 получил наибольшую известность как военно-транспортный вертолёт. Он брал на борт 12—16 солдат или 8 носилок с ранеными. Существовали также варианты для борьбы с подводными лодками, поисково-спасательные и для перевозки высокопоставленных лиц. В VIP-модификации вертолёт использовался подразделением морской пехоты, ответственным за перевозку Президента США, а два экземпляра были куплены Советским Союзом по личному распоряжению Никиты Хрущёва. После снятия с вооружения многие H-34 использовались частными фирмами, авиакомпаниями и пожарной охраной.
Серийное производство было окончено в 1970 году; всего построено около 1800 вертолётов всех модификаций. Дольше всего H-34 продержались на вооружении ВМС — последние машины выведены из боевых подразделений в 1974 году.
Вертолёт оснащался, по мере совершенствования, двумя типами двигателей: поршневым и впоследствии газотурбинным (модель S-58T). Выпускался по лицензии в Великобритании c 1958 под обозначением Westland Wessex (с двумя газотурбинными двигателями, выпущено 356 машин), где оставался в эксплуатации ВВС вплоть до 2003 года.

## Экспорт
Вертолёт производился по лицензии во Франции (фирмой Сюд-Авиасьон) и Великобритании (фирмой AgustaWestland под обозначением «Уэссекс»). Долгое время он был одним из самых распространённых вертолётов в мире.
- Австралия
- Аргентина
- Бельгия
- Бразилия
- Гаити
- Германия
- Израиль
- Индонезия
- Испания
- Италия
- Камбоджа
- Канада
- Катанга
- Коста-Рика
- Лаос
- Нидерланды
- Никарагуа
- Перу
- СССР
- США
- Таиланд
- Китайская Республика
- Турция
- Уругвай
- Филиппины
- Франция
- Чили
- Южный Вьетнам
- Япония

## Боевое применение
Наиболее интенсивно вертолёты H-34 применялись во время Вьетнамской войны. Ещё в 1962 году первые вертолёты Корпуса морской пехоты прибыли в Южный Вьетнам, где привлекались для переброски южновьетнамских войск. К началу активного участия США в войне (1965 год) американская Армия уже сменила устаревающие «Чокто» на новые UH-1, однако в Корпусе морской пехоты UH-34 продолжал применяться, оказавшись основным транспортным вертолётом морских пехотинцев в первые два года войны. Он оставался на вооружении и после поступления в эскадрильи большого числа новых UH-1 и CH-46. Несмотря на ряд недостатков (относительно высокая уязвимость, неудобная компоновка кабины экипажа), UH-34 пользовался уважением среди пилотов. Эксплуатация последних вертолётов этого типа в морской пехоте завершилась лишь в 1969 году. За время войны США потеряли не менее 214 таких вертолётов (211 UH-34D и 3 SH-34G).
H-34 до конца войны оставался основным вертолётом южновьетнамских ВВС. При этом они несли катастрофические потери. До сентября 1969 года из 193 полученных вертолётов южновьетнамцы потеряли 163. До марта 1972 года было получено ещё 94 таких вертолёта, при этом было потеряно 92. Потери в последующий период неизвестны.
Он широко применялся подразделениями специального назначения и принадлежавшей ЦРУ авиакомпанией «Эйр Америка» на территории Лаоса.
Французские вертолёты получили «боевое крещение» ещё раньше американских — во время Алжирской войны. Именно во французской армии H-34 впервые получили вооружение, включавшее 12,7-мм пулемёты, 20-мм авиапушку или же неуправляемые ракеты.

## Происшествия
- 27 июля 1960 года рейс Chicago Helicopter Airways разбился в Форест парке (Иллинойс). Одиннадцать пассажиров и двое членов экипажа погибли. Расследование показало, что вертолёт потерял управление в результате усталостного разрушения конструкции несущего винта.
- 18 октября 1965 года вертолёт CH-34 попал в грозу в 40 км юго-западнее Дананга во Вьетнаме и разбился. На борту находился капитан Армии США Лаури Аллан Тёрни, погибший в результате катастрофы. Обстоятельства трагедии удалось установить только в 1999 году.

## Лётно-технические характеристики
- Экипаж: 2 человека
- Вместительность: до 16 пассажиров или 8 носилок
- Длина: 17,28 м
- Высота: 4,85 м
- Диаметр несущего винта: 17,07 м
- Ометаемая площадь: 228,85 м²
- Масса пустого: 3583 кг
- Масса максимальная взлётная: 6350 кг
- Двигатель: 1×ПД Wright R-1820-84 , мощность 1525 л.с; либо ГТД: 2х Pratt & Whitney Canada PT6; либо 2х Rolls-Royse Gnome (Westland Wessex)
- Максимальная скорость: 198 км/ч
- Дальность полёта: 293 км